# ÍBA Akureyri
ÍB Akureyri (lang: Íþróttabandalag Akureyri, abgekürzt: ÍBA) war ein isländischer Fußballverein.

## Geschichte
Er entstand 1928 durch ein Zusammenschluss der beiden Vereine KA Akureyri und Þór Akureyri. Die Zusammenarbeit  dieser beiden Vereine hielt bis ins Jahr 1974. Dann wurde die Fusion wieder gelöst, die beiden Vereine nahmen wieder eigenständig in der 3. deild karla am Spielbetrieb teil.
Der Verein spielte insgesamt 20 mal in der höchsten Klasse: 1929, 1932, 1941, 1943, 1946, 1956, 1957, 1960–1963, 1965–1971, 1973, 1974. Die besten Platzierungen waren in den Jahren 1966–1968 mit jeweils dem 3. Platz.
Der größte Erfolg gelang im Jahr 1969 mit dem Pokalsieg und der anschließenden Teilnahme am Europapokal der Pokalsieger 1970/71.

## Europapokalbilanz
| Saison  | Wettbewerb                  | Runde    | Gegner    | Gesamt | Hin     | Rück       |
| ------- | --------------------------- | -------- | --------- | ------ | ------- | ---------- |
| 1970/71 | Europapokal der Pokalsieger | 1. Runde | FC Zürich | 01:14  | 1:7 (A) | 00:7 (H) 1 |

Gesamtbilanz: 2 Spiele, 2 Niederlagen, 1:14 Tore (Tordifferenz −13)